# Goudex
Goudex település Franciaországban, Haute-Garonne megyében. Lakosainak száma 40 fő (2022. január 1.). Goudex Ambax, Mauvezin, Sénarens, Montpezat és Saint-Lizier-du-Planté községekkel határos.

## Népesség
A település népességének változása:
| Lakosok száma | 54   | 48   | 47   | 41   | 49   | 53   | 47   | 43   | 41   | 40   |
|               | 1968 | 1982 | 1990 | 2006 | 2013 | 2015 | 2017 | 2019 | 2020 | 2022 |